# Bertus Ausum
Wilhelmus Bernardus "Bertus" Ausum (Dordrecht, 22 februari 1908 – Dordrecht, 17 oktober 1984) was een Nederlands voetbalscheidsrechter.

## Loopbaan
Ausum debuteerde in 1940 in de hoogste Nederlandse klasse. Hij floot driemaal een internationale wedstrijd. De finale van de KNVB beker 1957/58 tussen Sparta en Volendam was zijn laatste officiële wedstrijd. Hij werd in 1964 onderscheiden als bondsridder van de KNVB.
Bertus Ausum overleed in 1984 op 76-jarige leeftijd en werd gecremeerd in Rotterdam.

## Interlands
| Datum            | Plaats               | Wedstrijd             | Uitslag | Competitie           | Kreeg geel | Kreeg voor de tweede keer geel en dus rood | Weggestuurd |
| ---------------- | -------------------- | --------------------- | ------- | -------------------- | ---------- | ------------------------------------------ | ----------- |
| 15 april 1951    | Brussel, België      | België – Luxemburg    | 3 – 3   | Vriendschappelijk    | 0          | 0                                          | 0           |
| 19 augustus 1953 | Oslo, Noorwegen      | Noorwegen – Duitsland | 1 – 1   | Kwalificatie WK 1954 | 0          | 0                                          | 0           |
| 7 maart 1954     | Luxemburg, Luxemburg | Luxemburg – Ierland   | 0 – 1   | Kwalificatie WK 1954 | 0          | 0                                          | 0           |

Bijgewerkt t/m 27 januari 2014